# Parc naturel régional des Causses du Quercy
Le parc naturel régional des Causses du Quercy est un parc naturel régional français situé dans le département du Lot et la région Occitanie.
Créé en 1999, comme son nom l'indique il s'appuie principalement sur le territoire des causses du Quercy puisqu'il englobe du nord au sud les causses de Gramat, de Saint-Chels, et de Limogne, mais comprend aussi une partie du Quercy blanc au sud (Lalbenque, Belfort-du-Quercy, Belmont-Sainte-Foi) et mord à l'est sur les hauteurs du Limargue. Le territoire est entaillé par plusieurs vallées dont celles de la Dordogne à son extrémité septentrionale, du Célé et du Lot.

Logo du PNR

## Géographie

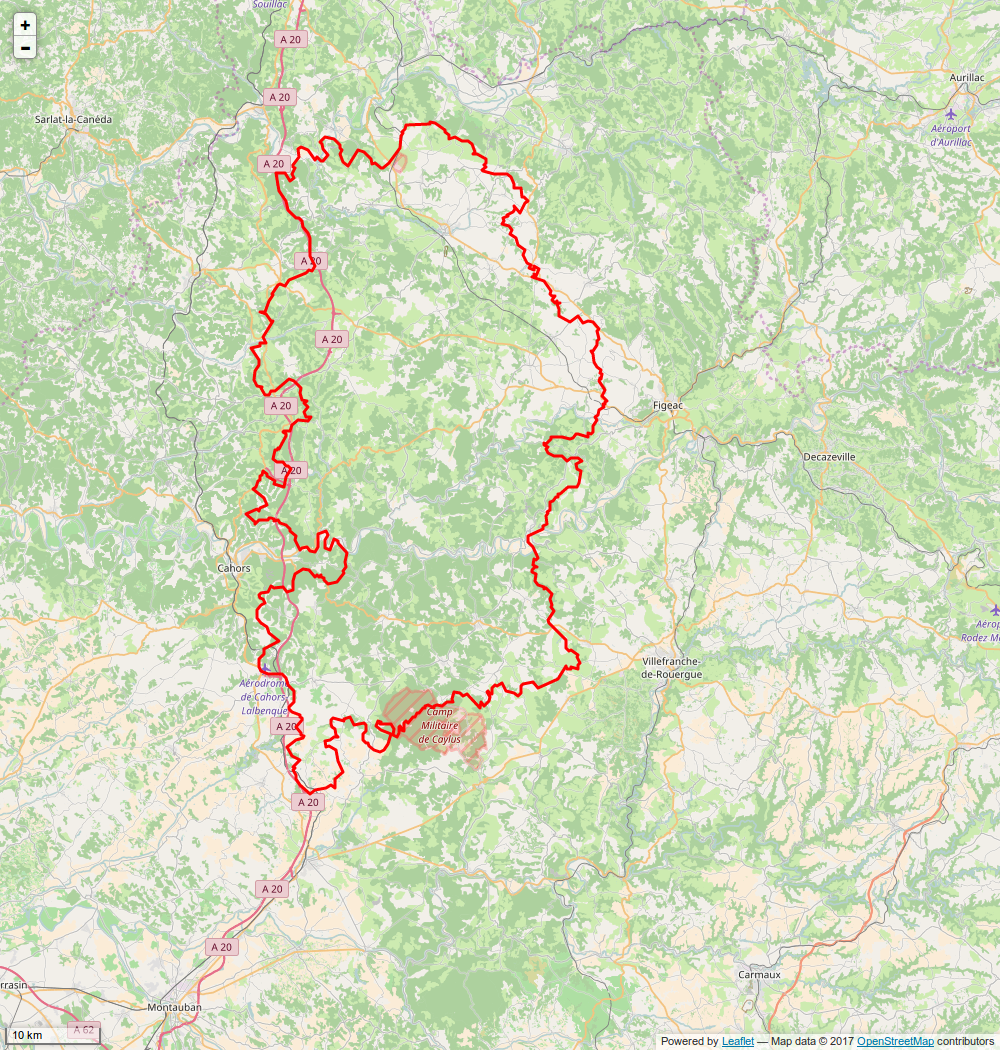
Périmètre du PNR.

## Histoire du parc
Les débuts de concertation pour la création du parc commencent au début des années 90 autour de Jean Dumas, alors maire de Gramat et conseiller général du canton de Gramat. Il réunit alors les conseillers généraux et les maires des trois cantons limitrophes du sien, à savoir les canton de Labastide-Murat, canton de Livernon et canton de Lauzès pour réfléchir de manière informelle à la création d’un parc naturel régional dans les Causses du Quercy.
Les Causses du Quercy ont obtenu le label de parc naturel régional le 1er octobre 1999 par décret de Lionel Jospin.
Au mois de mai 2012, cinq nouvelles communes (Cajarc, Frayssinet, Soucirac, Flaujac-Poujols et Albiac) rejoignent le parc en adoptant sa charte. Le Parc naturel régional des Causses du Quercy comporte donc aujourd'hui 102 communes et 12 communautés de communes.
Plusieurs zones du parc sont aujourd'hui classées Natura 2000 (notamment la "Zone centrale du causse de Gramat", la "Basse vallée du Célé" et la "Moyenne vallée du Lot inférieure").
En 2017, les Causses du Quercy obtiennent le label géoparc par l'Unesco et rejoignent le réseau mondial.
Le 17 janvier 2023, la préfète du Lot Mireille Larrède a signé un permis de construire pour une centrale photovoltaïque s'étalant sur une surface totale de 19,16 ha, répartie en 3 zones clôturées et induisant un défrichage de 12 hectares de forêt de chênes.

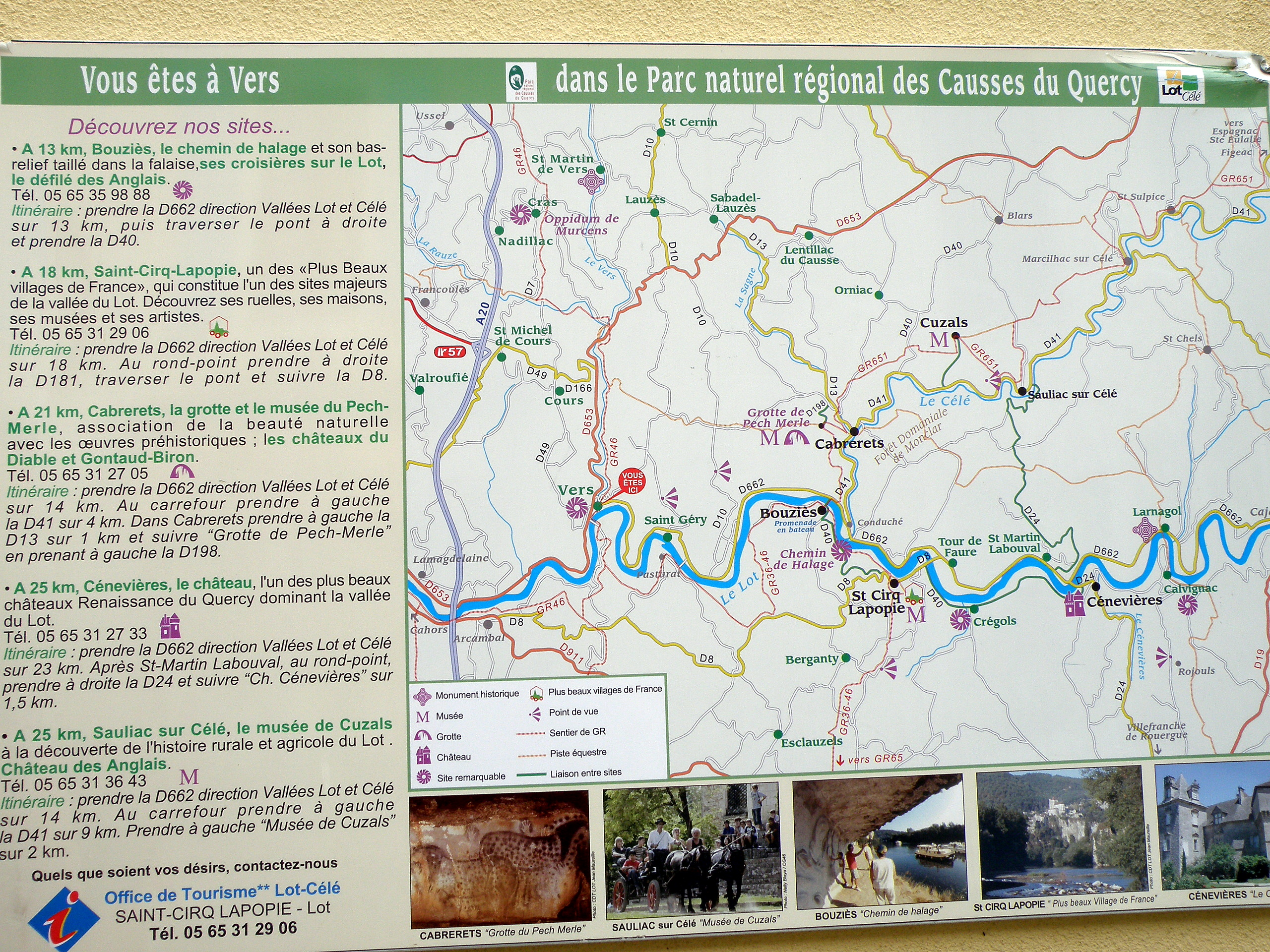
Plan du Parc.

## À voir